# 양천초등학교
양천초등학교는 대한민국 부산광역시 북구에 있는 공립 초등학교이다.

## 학교 연혁
- 1987년 2월 3일: 개교

## 참고 자료
- 양천초등학교 - 한국교육학술정보원 학교알리미